# 伍德格林
伍德格林（英語：Wood Green）是位於英國倫敦北部的一個地區，在行政區劃上屬於哈林蓋區，距倫敦市中心查令十字有6.7英里（10.8） 。據2011年人口普查，伍德格林有人口28,453人。這裡被規劃為大倫敦地區的城市中心之一。

## 外部連結
- Wood Green Empire, Theatre of Varieties  （页面存档备份，存于）
- Haringey Flickr Group （页面存档备份，存于）
- Wood Green Parish.com （页面存档备份，存于）
- Wood 360 Vista （页面存档备份，存于）
- History of the Wood Green Empire （页面存档备份，存于）
- Chocolate Factory Artists
- Museum of London Postcode Project
- Harringay Online （页面存档备份，存于）